# Bothriomyrmex laticeps
Bothriomyrmex laticeps är en myrart som beskrevs av Carlo Emery 1925. Bothriomyrmex laticeps ingår i släktet Bothriomyrmex och familjen myror. Inga underarter finns listade.